# Por amor (Thalía-dal)
A Por amor (jelentése spanyolul: ’Szerelemért’) Thalía mexikói énekesnő második kislemeze hatodik, Amor a la mexicana című stúdióalbumáról. Szerzője a kolumbiai Kike Santander, producere Emilio Estefan. Stílusa nem határozható meg konkrétan: hagyományos latin pop.
Thalía egyik klasszikusa, amely nagy népszerűséget ért el Európában is, főként Franciaországban, ahol egyúttal Amor a la mexicana album helyi változatát is ezzel a címmel adták ki.
Az eredeti és a hivatalos remixváltozathoz is készült videóklip, amelyek lényegesen nem különböznek egymástól. A videóklipek rendezője Gustavo Garzón.
A dalhoz rezesbanda-feldolgozás is készült, amely a Thalía con banda – grandes éxitos albumon szerepel.

## Hivatalos változatok, remixek
- Albumváltozat (1997)
- Remixváltozat (1997)
- Bandaváltozat (2001)

## Külső hivatkozások
- Por amor. YouTube